# 西塔佛秘案
《西塔佛秘案》（英語：The Sittaford Mystery）是阿嘉莎·克莉絲蒂所著的推理小說，1931年出版。
這是克莉絲蒂首度融入超自然元素的小說，此外有部分的情節參照了柯南·道爾小說《巴斯克維爾的獵犬》。

## 情節概要
在一個下著大雪的夜晚，位於達特穆爾荒原的邊緣上的西塔佛村，幾名居民在西塔佛別墅內玩起桌仙遊戲，豈料桌仙最終拼出了崔夫霖上校（西塔佛村的地主）被謀殺而死的字樣，在場的約翰·伯納比少校按耐不住，決定涉雪前往六里外的艾克漢普頓探看崔夫霖上校。兩個半小時後，伯納比少校與警察發現崔夫霖上校已死於自己的住屋內。崔夫霖上校的姪子吉姆·培生因為當日曾與崔夫霖見面而被警方認定為疑兇而逮捕，吉姆·培生的未婚妻愛蜜莉·翠西弗絲小姐為了證實他的清白，而與《每日電訊報》記者查爾斯·恩德比聯手查案……。

## 改編作品
2006年，被改編為英國電視劇《瑪波小姐探案》第二季的第四集，偵探成了瑪波小姐。